# Катикас
Ка̀тикас (на гръцки: Κάθηκας) е село в Кипър, окръг Пафос. Според статистическата служба на Република Кипър през 2001 г. селото има 333 жители.